# Сандри (Алберта)
Сандри (енгл. Sundre) је малена варошица у централном делу канадске провинције Алберта, у оквиру статистичке регије Велики Калгари. Удаљен је 130 км северозападно од Калгарија и лежи на обронцима Стеновитих планина на надморској висини од 1.097 метара. Варошица лежи на обалама реке Ред Дир.
Насеље је добило име по истоименој варошици у Норвешкој. Насеље је добило статус села 1950, а шест година касније и статус варошице. 
Према подацима пописа становништва из 2011. у варошици је живело 2.610 становника, што је за 3,4% више у односу на 2.523 житеља колико је регистровано приликом пописа 2006. године.
Привреда вароши почива на пољопривредној производњи, шумарству и експлоатацији нафте.

## Становништво
| 2006. | 2011. |
| ----- | ----- |
| 2.518 | 2.610 |